# Clusiella elegans
Clusiella elegans är en tvåhjärtbladig växtart som beskrevs av Jules Émile Planchon och Triana. Clusiella elegans ingår i släktet Clusiella och familjen Calophyllaceae. Inga underarter finns listade i Catalogue of Life.